# 유튜브
유튜브는 구글이 소유한 미국의 소셜 미디어이자 온라인 동영상 공유 플랫폼이다. 유튜브는 2005년 2월 14일 페이팔의 전 직원인 스티브 천, 채드 헐리, 자베드 카림에 의해 설립되었다. 샌브루노에 본사를 두고 있으며, 구글 검색 다음으로 세계에서 두 번째로 많이 방문하는 웹사이트이다. 2024년 1월 기준으로 유튜브는 27억 명 이상의 월간 활성 사용자를 보유하고 있으며, 이들은 매일 총 10억 시간 이상의 동영상을 시청한다. 2019년 5월 기준, 분당 500시간 이상의 콘텐츠가 플랫폼에 업로드되었고, 2024년 기준, 총 148억 개의 동영상이 있다.
2006년 11월 13일, 유튜브는 구글에 16억 5천만 달러(2006년 기준 1.96억 달러에 해당)에 인수되었다. 구글은 유튜브의 비즈니스 모델을 광고 수익 창출에서 영화 및 유튜브 자체 제작 독점 콘텐츠와 같은 유료 콘텐츠 제공으로 확장했다. 또한 광고 없이 콘텐츠를 시청할 수 있는 유료 구독 옵션인 유튜브 프리미엄을 제공한다. 유튜브는 구글 애드센스 프로그램을 통합하여 유튜브와 승인된 콘텐츠 제작자 모두에게 더 많은 수익을 창출했다. 2023년 유튜브의 광고 수익은 317억 달러로, 2022년 보고된 311억 달러보다 2% 증가했다. 2023년 4분기부터 2024년 3분기까지 유튜브의 광고 및 구독 수익 합계는 500억 달러를 넘어섰다.
구글에 인수된 이후 유튜브는 핵심 웹사이트를 넘어 모바일 앱, 네트워크 TV, 다른 플랫폼과의 연동으로 확장되었다. 유튜브의 동영상 카테고리에는 뮤직 비디오, 비디오 클립, 뉴스, 단편 및 장편 영화, 노래, 다큐멘터리, 영화 예고편, 티저, TV 광고, 라이브 스트림, 브이로그 등이 포함된다. 대부분의 콘텐츠는 "유튜버"와 기업 후원자 간의 협력을 포함하여 개인이 생성한다. 기존 미디어, 뉴스, 엔터테인먼트 기업들도 더 많은 시청자에게 도달하기 위해 유튜브 채널을 만들고 확장했다.
유튜브는 대중문화, 인터넷 트렌드에 영향을 미치고 수백만장자 유명인사를 탄생시키며 전례 없는 사회적 영향을 미쳤다. 성장과 성공에도 불구하고 이 플랫폼은 오보 확산 및 저작권 콘텐츠 확산을 용이하게 하고, 정기적으로 사용자 개인정보를 침해하며, 과도한 검열, 어린이 안전과 복지를 위협하고, 플랫폼 지침을 일관성 없이 구현한다는 비판을 받아왔다.

## 역사

### 설립 및 초기 성장 (2005년–2006년)

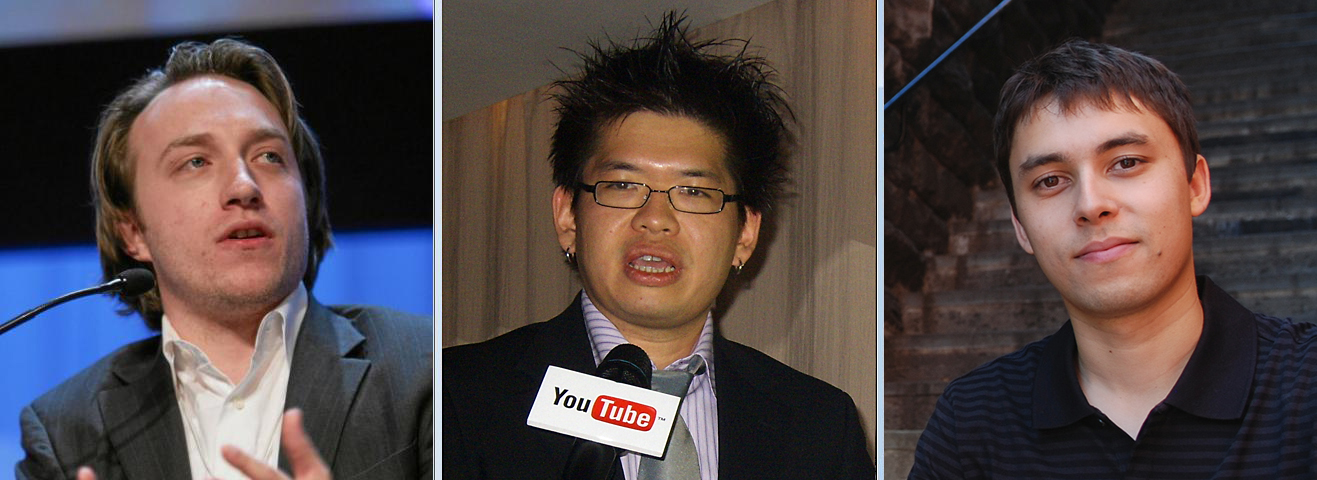
왼쪽부터: 채드 헐리, 스티브 천, 자베드 카림 유튜브 창업자

유튜브는 스티브 천, 채드 헐리, 자베드 카림이 설립했다. 이 세 명은 페이팔의 초기 직원이었으며, 회사가 이베이에 인수된 후 부자가 되었다. 헐리는 펜실베이니아 인디애나 대학교에서 디자인을 공부했고, 천과 카림은 일리노이 대학교 어배너-섐페인에서 함께 컴퓨터 과학을 공부했다.
언론에 자주 반복되는 이야기에 따르면, 헐리와 천은 2005년 초에 샌프란시스코에 있는 천의 아파트에서 열린 저녁 파티에서 촬영한 동영상을 공유하는 데 어려움을 겪은 후 유튜브에 대한 아이디어를 개발했다. 카림은 파티에 참석하지 않았으며 파티가 열렸다는 사실을 부인했지만, 천은 유튜브가 저녁 파티 후에 설립되었다는 아이디어가 "소화하기 쉬운 이야기를 만들기 위한 마케팅 아이디어에 의해 매우 강화되었을 것"이라고 언급했다.
카림은 유튜브의 영감이 제38회 슈퍼볼 하프타임 쇼 논란에서 비롯되었다고 말했다. 당시 자넷 잭슨의 가슴이 하프타임 쇼 도중 저스틴 팀버레이크에 의해 잠시 노출되었다. 카림은 온라인에서 이 사건과 2004년 인도양 지진해일의 동영상 클립을 쉽게 찾을 수 없었고, 이는 동영상 공유 사이트라는 아이디어로 이어졌다. 헐리와 천은 유튜브의 원래 아이디어가 온라인 데이트 서비스의 비디오 버전이었고 Hot or Not 웹사이트의 영향을 받았다고 말했다. 그들은 크레이그리스트에 매력적인 여성들에게 100달러를 주고 유튜브에 자신들의 비디오를 업로드하도록 요청하는 게시물을 올렸다. 충분한 데이트 동영상을 찾기 어려워 계획이 변경되었고, 사이트 창립자들은 어떤 동영상이든 업로드를 허용하기로 결정했다.

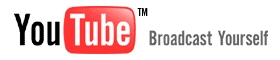
유튜브가 출시되었을 때부터 2007년까지 사용된 로고. 2008년에 다시 돌아왔다가 2010년에 다시 없어졌다. "Broadcast Yourself"가 없는 다른 버전은 2011년까지 사용되었다.

유튜브는 벤처 캐피털 자금을 지원받는 기술 스타트업으로 시작했다. 2005년 11월부터 2006년 4월까지 회사는 다양한 투자자로부터 자금을 조달했으며, 그중 세쿼이아 캐피털과 아티스 캐피털 매니지먼트가 가장 큰 두 곳이었다. 유튜브의 초기 본사는 샌머테이오의 피자 가게와 일본 식당 위에 위치했다. 2005년 2월, 회사는 www.youtube.com을 활성화했다. 첫 동영상은 2005년 4월 23일에 업로드되었다. "Me at the zoo"라는 제목의 이 동영상은 공동 창업자 자베드 카림이 샌디에이고 동물원에 있는 모습을 보여주며, 현재도 사이트에서 볼 수 있다. 같은 날, 회사는 공개 베타 버전을 출시했고, 11월에는 호나우지뉴가 출연한 나이키 광고가 100만 조회수를 기록한 첫 동영상이 되었다. 이 사이트는 2005년 12월에 베타 단계를 벗어났고, 그 무렵 하루 800만 조회수를 기록했다. 당시 클립은 100메가바이트, 즉 30초 분량으로 제한되었다.
유튜브가 인터넷 최초의 동영상 공유 사이트는 아니었다. 비메오는 2004년 11월에 설립되었지만, 이 사이트는 CollegeHumor 개발자들의 부업으로 남아 있었다. 2005년 12월 17일, 유튜브가 베타 버전을 벗어난 같은 주에 NBC유니버설의 새터데이 나이트 라이브는 더 론리 아일랜드의 "Lazy Sunday" 스케치를 방영했다. "Lazy Sunday"는 새터데이 나이트 라이브의 시청률과 장기 시청률을 높이는 데 기여했을 뿐만 아니라 초기 바이럴 영상으로서 유튜브를 중요한 웹사이트로 자리매김하는 데 도움을 주었다. 이 스킷의 비공식 유튜브 업로드는 2006년 2월까지 총 500만 건 이상의 조회수를 기록했으며, NBC유니버설이 저작권 문제로 두 달 뒤 삭제를 요청한 후 삭제되었다. 결국 삭제되었음에도 불구하고, 이 스킷의 복제 업로드는 유튜브의 도달 범위를 대중화하고 더 많은 제3자 콘텐츠 업로드로 이어졌다. 이 사이트는 빠르게 성장했다. 2006년 7월, 회사는 매일 65,000개 이상의 새로운 동영상이 업로드되고 있으며, 이 사이트는 하루에 1억 건의 동영상 조회수를 기록하고 있다고 발표했다.
youtube.com이라는 이름 선택은 유사한 이름의 웹사이트인 utube.com에 문제를 일으켰다. 이 사이트의 소유주인 Universal Tube & Rollform Equipment는 2006년 11월, 유튜브를 찾는 사람들로 인해 정기적으로 과부하가 발생하자 유튜브를 상대로 소송을 제기했다. Universal Tube는 이후 웹사이트를 www.utubeonline.com으로 변경했다.

### "Broadcast Yourself" 시대 (2006년–2013년)
2006년 10월 9일, 구글은 16억 5천만 달러 상당의 구글 주식으로 유튜브를 인수했다고 발표했다. 이 거래는 2006년 11월 13일에 마무리되었다. 구글의 인수는 동영상 공유 사이트에 대한 새로운 관심을 불러일으켰다. 이제 비메오를 소유한 IAC는 유튜브와 차별화하기 위해 콘텐츠 제작자 지원에 주력했다. 이때 유튜브는 "Broadcast Yourself"라는 슬로건을 발표했다.
회사는 빠르게 성장했다. 데일리 텔레그래프는 2007년 유튜브가 2000년 전체 인터넷만큼의 대역폭을 사용했다고 썼다. 2010년까지 회사는 comScore에 따르면 약 43%의 시장 점유율과 140억 건 이상의 동영상 조회수를 기록했다. 그 해, 회사는 사용자들의 사이트 체류 시간을 늘리기 위해 인터페이스를 간소화했다. 2011년에는 매일 30억 개 이상의 동영상이 시청되었고, 분당 48시간 분량의 새로운 동영상이 업로드되었다. 그러나 이러한 조회수 대부분은 상대적으로 적은 수의 동영상에서 발생했다. 당시 소프트웨어 엔지니어에 따르면, 동영상의 30%가 사이트 조회수의 99%를 차지했다. 그 해, 회사는 인터페이스를 다시 변경하고 동시에 더 어두운 붉은색의 새로운 로고를 도입했다. 데스크톱, TV, 모바일 간의 경험을 통일하기 위한 후속 인터페이스 변경은 2013년에 적용되었다. 이 시점에는 분당 100시간 이상의 동영상이 업로드되었고, 2014년 11월에는 300시간으로 증가했다.

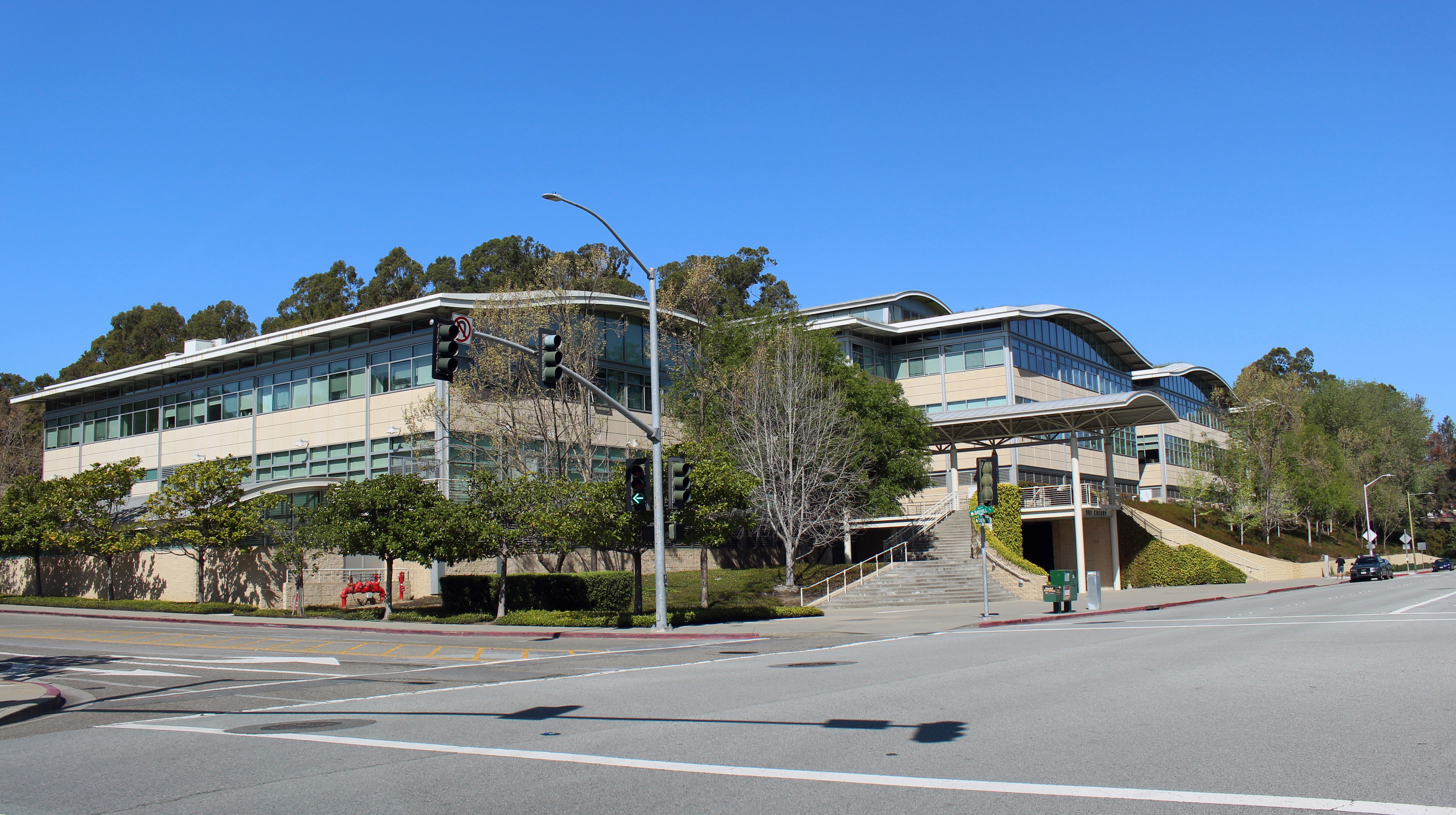
샌브루노의 유튜브 본사, 2017년 4월

그 동안 회사는 일부 조직 개편을 겪었다. 2006년 10월, 유튜브는 샌브루노에 있는 새 사무실로 이전했다. 헐리는 유튜브의 최고경영자 자리에서 물러나 자문 역할을 맡고, 2010년 10월부터 살라 카만가가 회사 책임자를 맡을 것이라고 발표했다. 2009년 12월, 유튜브는 Vevo와 파트너십을 맺었다. 2010년 4월, 레이디 가가의 "Bad Romance"는 가장 많이 본 동영상이 되었고, 2010년 5월 9일 2억 조회수를 기록한 첫 동영상이 되었다.
유튜브는 2011년 바이어컴 인터내셔널 대 유튜브, Inc.|바이어컴 인터내셔널에 의해 웹사이트 중단 위기에 처할 정도로 큰 소송에 직면했다. 이 소송은 유튜브가 바이어컴 자료의 저작권 침해를 유도했다는 혐의로 제기되었다. 그러나 미국 제2순회 항소법원은 유튜브가 책임이 없다고 판결했고, 이에 따라 유튜브는 2012년에 승소했다.

### 수전 워치츠키 리더십 (2014년–2023년)

2015년부터 2017년까지 사용된 유튜브 로고

수전 워치츠키는 2014년 2월 유튜브의 CEO로 임명되었다. 2016년 1월, 유튜브는 샌브루노에 있는 본사를 2억 1,500만 달러에 사무실 단지를 매입하여 확장했다. 이 단지는 51,468제곱미터(554,000제곱피트)의 공간을 가지고 있으며 최대 2,800명의 직원을 수용할 수 있다. 유튜브는 2017년 8월 머티리얼 디자인 언어를 기반으로 한 "폴리머" 사용자 인터페이스 재설계와 서비스의 재생 버튼 엠블럼을 중심으로 디자인된 새로운 로고를 공식적으로 기본값으로 출시했다.
이 기간 동안 유튜브는 광고 외에 여러 가지 새로운 수익 창출 방안을 시도했다. 2013년 유튜브는 콘텐츠 제공업체가 프리미엄 구독 기반 채널을 제공하는 파일럿 프로그램을 시작했다. 이 노력은 2018년 1월에 중단되었다가 6월에 4.99달러의 채널 구독료로 재개되었다. 이러한 채널 구독은 2017년에 출시된 기존 슈퍼챗 기능을 보완했는데, 이 기능은 시청자들이 1달러에서 500달러를 기부하여 댓글을 강조할 수 있도록 한다. 2014년, 유튜브는 "뮤직 키"라는 구독 서비스를 발표했는데, 이는 유튜브에서 광고 없는 음악 콘텐츠 스트리밍과 기존 구글 플레이 뮤직 서비스를 통합한 것이었다. 이 서비스는 2015년에 계속 진화하여, 유튜브는 유튜브 레드라는 새로운 프리미엄 서비스를 발표했는데, 이 서비스는 플랫폼의 모든 콘텐츠에 대한 광고 없는 접근(전년도에 출시된 뮤직 키 서비스를 계승), 유튜브 인물들이 제작한 프리미엄 오리지널 시리즈 및 영화, 그리고 모바일 장치에서의 콘텐츠 백그라운드 재생을 제공했다. 유튜브는 또한 유튜브 뮤직이라는 세 번째 앱을 출시했는데, 이는 유튜브 플랫폼에서 호스팅되는 음악 콘텐츠 스트리밍 및 검색에 중점을 둔 것이었다.
회사는 또한 특정 시청자에게 어필하는 제품을 만들려고 시도했다. 유튜브는 2015년에 유튜브 키즈라는 모바일 앱을 출시했는데, 이는 어린이를 위해 최적화된 경험을 제공하도록 설계되었다. 이 앱은 단순화된 사용자 인터페이스, 연령에 적합한 콘텐츠를 제공하는 선별된 채널, 그리고 부모 통제 기능을 특징으로 한다. 또한 2015년 유튜브는 Amazon.com 소유의 트위치와 경쟁하기 위해 비디오 게임 중심의 동영상 및 라이브 스트리밍 앱인 유튜브 게이밍을 출시했다. 회사는 2018년 4월 샌브루노의 유튜브 본사에서 총격 사건이 발생하여 4명이 부상당하고 총격범이 사망하면서 공격을 받았다.
2017년 2월까지 유튜브 동영상은 매일 10억 시간 이상 시청되었으며, 분당 400시간 분량의 동영상이 업로드되었다. 2년 후, 업로드량은 분당 500시간 이상으로 증가했다. 코로나19 범유행 기간 동안 전 세계 대부분이 자택대기 명령을 받았을 때, 유튜브와 같은 서비스 사용량이 크게 증가했다. 포브스는 2024년년 기준 유튜브가 전체 인터넷 트래픽의 16%를 차지하며, 팬데믹 이전인 2018년 11%에서 증가했다고 추정했다. EU 관계자들이 의료기관이 정보를 공유할 수 있도록 대역폭을 줄여달라고 요청하자, 유튜브와 넷플릭스는 EU의 요청에 응하기 위해 최소 30일 동안 스트리밍 품질을 낮춰 서비스의 대역폭 사용량을 25% 줄이겠다고 밝혔다. 유튜브는 나중에 이러한 조치를 전 세계적으로 계속할 것이라고 발표했다. "이 전례 없는 상황에서 시스템에 가해지는 부담을 최소화하기 위해 전 세계 정부 및 네트워크 운영자와 긴밀히 협력하고 있습니다."
아동 온라인 개인정보 보호법 (COPPA) 위반 혐의로 2018년에 제기된 불만 사항 이후, 회사는 13세 미만 미성년자의 개인 정보를 수집한 혐의로 FTC로부터 1억 7천만 달러의 벌금을 부과받았다. 유튜브는 또한 어린이 개인정보 보호를 강화하는 시스템을 구축하라는 명령을 받았다. 이러한 시스템 구현에 대한 비판에 따라, 유튜브는 2020년 1월 6일부터 "어린이용"으로 지정된 모든 동영상을 COPPA에 따라 책임지도록 처리하기 시작했다. 유튜브 키즈 앱에 더해, 회사는 2021년에 트윈을 위한 감독 모드를 만들었다. 또한 틱톡 및 인스타그램 릴과 경쟁하기 위해 유튜브는 짧은 형식의 동영상 플랫폼인 유튜브 쇼츠를 출시했다. 이 기간 동안 유튜브는 다른 기술 회사들과 분쟁을 겪었다. 2018년부터 2019년까지 1년 이상 아마존 파이어 제품에서는 유튜브 앱을 사용할 수 없었다. 2020년, 로쿠는 구글과의 합의에 도달하지 못해 자사의 스트리밍 스토어에서 유튜브 TV 앱을 제거했다.
2021년 초반에 테스트를 거친 후, 유튜브는 2021년 11월에 동영상에 대한 싫어요 수 공개 표시를 제거했다. 유튜브는 내부 연구 결과, 사용자들이 싫어요 기능을 사이버 폭력과 조직적인 행동의 형태로 자주 사용했기 때문에 제거했다고 주장했다. 일부 사용자들은 이 조치를 트롤을 억제하는 방법으로 칭찬했지만, 다른 사람들은 싫어요를 숨기면 시청자가 클릭베이트 또는 도움이 되지 않는 동영상을 인식하기 어려워지고, 크리에이터가 괴롭힘을 제한하기 위한 다른 기능이 이미 존재한다고 느꼈다. 유튜브 공동 창업자 자베드 카림은 이 업데이트를 "어리석은 아이디어"라고 언급하며, 이 변경의 진짜 이유는 "좋은 이유가 아니며 공개적으로 밝히지 않을 것"이라고 말했다. 그는 소셜 플랫폼에서 사용자가 유해한 콘텐츠를 식별할 수 있는 능력이 필수적이라고 생각하며, "이 과정은 효과적이며, 이를 위한 이름은 대중의 지혜이다. 플랫폼이 간섭하면 이 과정은 깨진다. 그러면 플랫폼은 필연적으로 쇠퇴한다."고 말했다. 발표 직후, 소프트웨어 개발자 드미트리 셀리바노프는 오픈 소스 브라우저 확장인 Return YouTube Dislike를 크롬과 파이어폭스용으로 만들었으며, 이를 통해 사용자는 동영상의 싫어요 수를 볼 수 있다. 2022년 1월 25일에 발표된 서한에서 당시 유튜브 CEO 수전 워치츠키는 싫어요 수 공개 제거가 논란이 많은 결정이었음을 인정했지만, "싫어요 공격을 줄였다"고 주장하며 이 결정을 지지한다고 재차 밝혔다.
2022년 유튜브는 TV에서 긴 동영상을 시청하는 사용자에게 긴 무제한 광고 체인을 표시하는 실험을 시작했으며, 모든 광고를 동영상 시작 부분에 통합하려는 의도였다. 전례 없는 양의 무제한 광고에 대한 대중의 분노에 따라, 유튜브는 그 해 9월 19일에 실험을 "종료"했다. 10월, 유튜브는 채널 이름 외에 사용자 지정 가능한 사용자 핸들을 출시할 것이며, 이는 또한 채널 URL이 될 것이라고 발표했다.

### 최근 역사 (2023년–현재)

2017년 8월부터 2025년 2월 5일까지 사용된 유튜브 로고

2023년 2월 16일, 워치츠키는 CEO 자리에서 물러나고 닐 모한이 후임으로 지명될 것이라고 발표했다. 워치츠키는 구글과 모회사인 알파벳의 자문 역할을 맡았다. 워치츠키는 1년 반 뒤인 2024년 8월 9일 비소세포폐암으로 사망했다.
2023년 10월 말, 유튜브는 플랫폼에서 애드블로커 사용을 단속하기 시작했다. 애드블로커 사용자는 "3개 동영상 시청 후 동영상 플레이어가 차단됩니다"라는 팝업 경고를 받을 수 있다. 애드블로커 사용자는 광고를 허용하거나 광고 없는 유튜브 프리미엄 구독 계획에 가입하라는 메시지를 받는다. 유튜브는 애드블로커 사용이 서비스 약관을 위반한다고 말한다. 2024년 4월, 유튜브는 "유튜브 서비스 약관을 위반하는 제3자 앱, 특히 광고 차단 앱에 대한 집행을 강화"할 것이라고 발표했다. 2024년 6월부터 구글 크롬은 매니페스트 V2를 매니페스트 V3로 대체하여 대부분의 애드블로커 지원을 사실상 종료할 것이라고 발표했다. 같은 시기에 유튜브는 서버 측 광고 삽입을 사용하기 시작했는데, 이는 플랫폼이 광고를 차단할 수 있는 별도의 파일 대신 광고를 동영상에 직접 삽입할 수 있도록 한다.
2023년 9월, 유튜브는 Playables라는 인앱 게임 플랫폼을 발표했다. 2024년 5월에 모든 사용자가 접근할 수 있게 되었으며, 초기에는 프리미엄 구독자에게만 제공되던 것이 확장되었다. 2024년 12월, 유튜브는 데스크톱 및 모바일 장치에서 멀티플레이어 기능을 지원하는 이 서비스의 새로운 멀티플레이어 기능을 테스트하기 시작했다. 2024년 12월년 기준 기준으로 Playables 카탈로그에는 퀴즈, 액션, 스포츠 등 다양한 장르의 130개 이상의 게임이 있다.
2024년 12월, 유튜브는 콘텐츠 품질을 향상하고 오보와 싸우기 위해 클릭베이트 제목이 있는 동영상을 금지하는 새로운 가이드라인을 도입했다. 이 플랫폼은 오해의 소지가 있거나 선정적인 제목을 사용하는 크리에이터에게 동영상 삭제 또는 채널 정지 등의 조치를 취할 예정이다. 유튜브에 따르면, 이 가이드라인은 인도에서 먼저 점진적으로 적용된 후 몇 달 안에 더 많은 국가로 확대될 예정이다.
2025년 2월 14일, 유튜브는 설립 20주년을 기념했다.
2025년 4월, 유튜브는 제작자, 아티스트, 영향력 있는 인물의 초상을 모방하는 AI 생성 콘텐츠를 식별하고 관리하는 노력을 확대한다고 발표했다. 여기에는 시청자를 속이는 데 사용될 수 있는 AI 생성 얼굴과 음성 감지가 포함된다. 회사는 또한 개인의 이미지나 음성을 시뮬레이션하여 유해한 콘텐츠를 만드는 AI 복제품의 오용을 다루는 것을 목표로 하는 NO FAKES Act 법안을 지지하고 있다.

## 경영진
유튜브는 2005년 설립 이래 채드 헐리를 시작으로 2010년까지 그가 이끌었고, 이후 구글에 인수된 후에도 CEO직은 유지되었다. 살라 카만가가 헐리의 뒤를 이어 2014년까지 이 자리를 지켰고, 그는 수전 워치츠키로 교체되었으나 워치츠키는 2023년에 사임했다. 현재 CEO는 2023년 2월 16일에 임명된 닐 모한이다.

## 기능
유튜브는 사용자 인증 여부에 따라 다양한 기능을 제공한다. 예를 들어 동영상 업로드, 재생 목록 생성, 유튜브 뮤직 사용과 같은 표준 또는 기본 기능은 일일 활동에 따라 제한된다(전화번호 또는 채널 기록을 통한 인증은 기능 사용 가능성과 일일 사용 한도를 늘려준다). 중간 또는 추가 기능으로는 더 긴 동영상(15분 이상), 라이브 스트리밍, 맞춤 미리보기 이미지, 팟캐스트 생성이 있으며, 고급 기능으로는 콘텐츠 ID 이의 제기, 라이브 스트림 삽입, 수익 창출 신청, 클릭 가능한 링크, 챕터 추가, 동영상 또는 게시물에 댓글 고정 등이 있다.

## 동영상
2012년 1월, 유튜브 방문자들은 하루 평균 15분을 사이트에서 보냈는데, 이는 일반적인 미국인이 텔레비전을 시청하는 시간인 하루 4~5시간과는 대조적이었다. 2017년에는 시청자들이 모바일 기기에서 매일 평균 한 시간 이상 유튜브를 시청했다.
2012년 12월, 유튜브에서 유니버설과 소니 뮤직 비디오의 조회수에서 20억 건이 삭제되었는데, 이는 더 데일리 닷이 동영상 조회수 부풀리기를 위한 자동화된 프로세스 사용을 금지하는 사이트 서비스 약관 위반으로 인해 조회수가 삭제되었다고 주장하게 만들었다. 이는 빌보드에 의해 논쟁되었는데, 빌보드는 해당 20억 건의 조회수가 Vevo로 이동되었으며, 해당 동영상은 더 이상 유튜브에서 활성화되지 않는다고 말했다. 2015년 8월 5일, 유튜브는 조회수 사기를 방지하기 위해 동영상의 조회수가 "301"(이후 "301+")에서 고정되었다가 실제 조회수가 확인될 때까지 멈추던 악명 높은 동작을 패치했다. 유튜브 조회수는 다시 실시간으로 업데이트되었다. 2019년 9월부터 구독자 수는 약어로 표시된다. 채널 구독자 수의 상위 세 자릿수만 공개적으로 표시되어 소셜 블레이드와 같은 제3자 실시간 표시기의 기능이 손상된다. 정확한 구독자 수는 유튜브 스튜디오 내에서 채널 운영자가 계속 볼 수 있다.
2021년 11월 11일, 같은 해 3월에 이 변경 사항을 테스트한 후, 유튜브는 동영상에 대한 싫어요 수를 숨기기 시작할 것이라고 발표했으며, 시청자에게는 보이지 않도록 했다. 회사는 이 결정이 소규모 유튜브 크리에이터가 싫어요 조직적 행동 및 괴롭힘의 대상이 될 가능성이 높다는 것을 확인한 실험에 대한 응답이었다고 밝혔다. 유튜브에 따르면 크리에이터는 유튜브 스튜디오 대시보드 도구에서 좋아요 및 싫어요 수를 계속 볼 수 있다.
유튜브에는 약 148 억 개의 동영상이 있으며, 그 중 약 4%는 조회수가 전혀 없다. 85% 이상은 조회수가 1,000회 미만이다.

### 저작권 문제
유튜브는 저작권 문제를 다루는 데 있어 수많은 어려움과 비판에 직면해 왔다. 예를 들어 사이트의 첫 번째 바이럴 동영상인 Lazy Sunday는 저작권 문제로 인해 삭제되어야 했다. 동영상을 업로드할 때 유튜브 사용자에게는 저작권법을 위반하지 않도록 요청하는 메시지가 표시된다. 이러한 조언에도 불구하고 많은 무단 저작권 자료 클립이 유튜브에 남아 있다. 유튜브는 동영상이 온라인에 게시되기 전에 검토하지 않으며, DMCA DMCA 테이크다운 공지를 온라인 저작권 침해 책임 제한법 약관에 따라 발행하는 것은 저작권 보유자에게 맡겨져 있다. 저작권 침해에 대한 성공적인 불만 사항은 유튜브 저작권 경고로 이어진다. 사용자 계정에 대한 저작권 침해에 대한 세 번의 성공적인 불만 사항은 해당 계정과 업로드된 모든 동영상이 삭제되는 결과를 초래한다. 2007년부터 2009년까지 바이어컴, 메디아셋, 잉글랜드 프리미어리그를 포함한 단체들은 유튜브가 저작권 자료의 업로드를 방지하기 위해 너무 적게 노력했다고 주장하며 유튜브를 상대로 소송을 제기했다.
2008년 8월, 미국 법원은 렌츠 대 유니버설 뮤직 코퍼레이션 사건에서 저작권 보유자가 자료의 공정 이용 여부를 먼저 판단하지 않고서는 온라인 파일 삭제를 명령할 수 없다고 판결했다. 유튜브의 소유주인 구글은 2015년 11월, 공정 이용 방어가 적용된다고 판단되는 일부 경우에 법적 비용을 지원하겠다고 발표했다.
2011년 스미스 대 서밋 엔터테인먼트 유한책임회사 사건에서, 전문 가수 맷 스미스는 유튜브에 대한 저작권 테이크다운 공지서의 부당한 사용으로 서밋 엔터테인먼트를 고소했다. 그는 7가지 소인을 주장했고, 4가지가 스미스에게 유리하게 판결되었다. 2012년 4월, 함부르크 법원은 유튜브가 사용자들에 의해 게시된 저작권 자료에 대해 책임을 질 수 있다고 판결했다. 2016년 11월 1일, GEMA와의 분쟁은 해결되었고, 구글 콘텐츠 ID를 사용하여 GEMA가 보호하는 콘텐츠가 포함된 동영상에 광고를 추가할 수 있게 되었다.
2013년 4월, 유니버설 뮤직 그룹과 유튜브가 계약상 합의를 맺어 UMG의 요청으로 유튜브에서 차단된 콘텐츠가 DMCA 반대 통지를 제출하더라도 복원될 수 없도록 했다는 보도가 나왔다. 유튜브 뮤직의 일부로, 유니버설과 유튜브는 2017년에 계약을 체결했으며, 이는 다른 주요 음반사와의 별도 계약으로 이어져 회사가 유튜브에서 음악이 재생될 때 광고 수익을 얻을 권리를 갖게 되었다. 2019년까지 크리에이터들은 콘텐츠 ID가 훨씬 긴 동영상 내에서 짧은 저작권 음악 부분이라도 식별하면 동영상이 삭제되거나 수익이 창출되지 않는 문제가 발생했으며, 음반사에 따라 집행 수준이 달랐다. 전문가들은 이러한 클립 중 일부는 공정 이용에 해당한다고 지적했다.

#### 콘텐츠 ID
2007년 6월, 유튜브는 저작권을 침해하는 업로드된 동영상을 자동으로 감지하는 시스템을 시범 운영하기 시작했다. 구글 CEO 에릭 슈밋은 유튜브가 배포할 권리가 없는 콘텐츠로 이익을 얻고 있다고 주장하는 바이어컴과의 소송을 해결하는 데 이 시스템이 필수적이라고 보았다. 처음에는 "비디오 식별"(Video Identification)으로 불리다가 나중에 콘텐츠 ID로 알려진 이 시스템은 저작권이 있는 오디오 및 비디오 자료에 대한 ID 파일을 생성하고 데이터베이스에 저장한다. 동영상이 업로드되면 데이터베이스와 비교하여 일치하는 항목이 발견되면 동영상을 저작권 위반으로 표시한다. 이 경우 콘텐츠 소유자는 동영상을 볼 수 없도록 차단하거나, 동영상의 조회 통계를 추적하거나, 동영상에 광고를 추가하는 것 중 선택할 수 있다.
2009년 독립적인 테스트에서 동일한 노래의 여러 버전을 유튜브에 업로드한 결과, 이 시스템이 동영상 오디오 트랙의 저작권 위반을 찾는 데 "놀랍도록 강력"했지만 완벽하지는 않다고 결론 내렸다. 콘텐츠 ID를 사용하여 자료를 자동으로 제거하는 것은 일부 경우에 논란을 야기했는데, 이는 동영상이 공정 이용 여부를 인간이 확인하지 않았기 때문이다. 유튜브 사용자가 콘텐츠 ID의 결정에 동의하지 않으면, 이의를 제기하는 양식을 작성할 수 있다.
2016년 이전에는 분쟁이 해결될 때까지 동영상은 수익이 창출되지 않았다. 2016년 4월부터는 분쟁이 진행 중인 동안에도 동영상은 계속 수익이 창출되며, 수익은 분쟁에서 승리한 쪽으로 돌아간다. 업로더가 다시 동영상 수익을 창출하고 싶다면 "동영상 관리자"에서 분쟁 중인 오디오를 제거할 수 있다. 유튜브는 콘텐츠 ID의 효과를 2010년 12월에 일부 사용자가 무제한 길이의 동영상을 업로드할 수 있도록 사이트 규칙이 수정된 이유 중 하나로 꼽았다.

### 러시아
2021년, 러시아 국영 RT 네트워크의 독일 채널인 RT DE와 연결된 두 계정이 코로나19 관련 유튜브 정책을 위반하여 삭제되었다. 2021년 9월 유튜브가 독일 RT 채널 두 개를 삭제하자 러시아는 유튜브를 차단하겠다고 위협했다. 2022년 러시아의 우크라이나 침공 직후, 유튜브는 러시아 정부 자금을 지원받는 모든 채널을 삭제했다. 유튜브는 자사의 사이트에서 러시아 콘텐츠 삭제를 확대하여 '친러시아'로 묘사된 채널도 포함시켰다. 2022년 6월, 러시아 군사 블로거이자 언론인인 세묜 페고프가 운영하는 War Gonzo 채널이 삭제되었다.
2023년 7월, 유튜브는 2014년부터 돈바스 전쟁을 다루며 활동해 온 영국 언론인 그레이엄 필립스의 채널을 삭제했다. 2023년 8월, 모스크바 법원은 구글에 "우크라이나 전쟁에 대한 가짜 뉴스"를 삭제하지 않았다는 이유로 300만 루블(약 3만 5천 달러)의 벌금을 부과했다.
2024년 10월, 러시아 법원은 유튜브에서 러시아 국영 언론 채널을 제한한 구글에 200해 루블(미화 200자 경 달러에 해당)의 벌금을 부과했다. 러시아가 부과한 벌금은 국제 통화 기금이 추정한 세계 총 GDP인 110조 달러를 훨씬 초과한다. 국영 통신사 타스는 구글이 법원 결정을 준수해야만 러시아 시장으로 돌아올 수 있다고 보도했다. 크렘린궁 대변인 드미트리 페스코프는 법원 결정을 "상징적"이라고 표현하며 구글이 "자사 플랫폼에서 우리 방송사들의 활동을 제한해서는 안 된다"고 경고했다.

### 만우절 장난
유튜브는 2008년부터 2016년까지 매년 4월 1일에 만우절 장난을 선보였다. 2008년에는 메인 페이지의 모든 동영상 링크가 릭 애슬리의 뮤직 비디오 "Never Gonna Give You Up"으로 리디렉션되었는데, 이는 "릭롤링"으로 알려진 장난이다. 다음 해에는 메인 페이지의 동영상을 클릭하면 전체 페이지가 거꾸로 뒤집혔는데, 유튜브는 이를 "새로운 레이아웃"이라고 주장했다. 2010년, 유튜브는 "초당 1달러의 대역폭 비용을 줄이기 위해" 동영상 이미지를 아스키 아트 문자로 렌더링하는 "TEXTp" 모드를 일시적으로 출시했다.
다음 해, 이 사이트는 "100주년"을 기념하여 Keyboard Cat의 패러디를 포함한 다양한 세피아 톤의 무성 초기 1900년대 스타일 영화를 선보였다. 2012년, 사이트 로고 옆 DVD 이미지를 클릭하면 모든 유튜브 동영상을 DVD로 집으로 배송 주문할 수 있다는 가상의 옵션에 대한 동영상으로 연결되었다. 2013년, 유튜브는 풍자 신문사 디 어니언과 협력하여 동영상 공유 웹사이트가 결국 끝난 콘테스트로 시작되었으며, 2023년에 우승 동영상만으로 재출시되기 전에 10년 동안 폐쇄될 것이라고 주장하는 동영상을 업로드했다. 이 동영상에는 유튜브 유명인인 앙투안 닷슨 등 여러 명이 출연했다. 후보 동영상을 발표하는 두 명의 진행자 동영상은 12시간 동안 라이브 스트리밍되었다.
2014년, 유튜브는 모든 바이럴 동영상 트렌드 생성에 책임이 있다고 발표하고 "클로킹", "키싱 대드", "글럽 글럽 워터 댄스"와 같은 다가오는 트렌드의 미리보기를 공개했다. 다음 해, 유튜브는 동영상 바에 Sandstorm의 샘플을 재생하는 음악 버튼을 추가했다. 2016년, 유튜브는 스눕 독과 함께 플랫폼의 모든 동영상을 360도 모드로 시청할 수 있는 옵션을 도입했다.

## 서비스

### 유튜브 프리미엄

유튜브 프리미엄 로고

유튜브 프리미엄 (이전 명칭 뮤직 키 및 유튜브 레드)은 유튜브의 프리미엄 구독 서비스이다. 광고 없는 스트리밍, 오리지널 프로그램 접근, 모바일 기기에서의 백그라운드 및 오프라인 동영상 재생을 제공한다. 유튜브 프리미엄은 원래 2014년 11월 12일 "뮤직 키"라는 이름으로 발표되었는데, 이는 구독 음악 스트리밍 서비스였으며, 기존 구글 플레이 뮤직 "올 액세스" 서비스와 통합하여 대체될 예정이었다. 2015년 10월 28일, 이 서비스는 유튜브 레드로 재출시되었으며, 모든 동영상에 대한 광고 없는 스트리밍과 독점 오리지널 콘텐츠 접근을 제공했다. 2016년 11월년 기준, 이 서비스는 150만 명의 구독자를 보유하고 있으며, 100만 명은 무료 체험 기간 중이다. 2017년 6월년 기준, 유튜브 오리지널의 첫 시즌은 총 2억 5천만 조회수를 기록했다.

### 유튜브 키즈

유튜브 키즈 로고

유튜브 키즈는 구글의 자회사인 유튜브가 개발한 미국 어린이 동영상 앱이다. 이 앱은 어린이에게 제공되는 콘텐츠에 대한 부모와 정부의 감시 에 대응하여 개발되었다. 이 앱은 어린이에게 적합한 콘텐츠, 부모 통제 기능, 선택된 연령 그룹(13세 미만, 8세, 5세 중 선택)에 부적절하다고 판단되는 동영상 필터링 기능을 제공한다. 2015년 2월 15일에 안드로이드 및 iOS 모바일 앱으로 처음 출시되었으며, 이후 LG, 삼성, 소니 스마트 TV 및 안드로이드 TV에도 출시되었다. 2020년 5월 27일에는 Apple TV에서도 사용할 수 있게 되었다. 2019년 9월 기준으로 이 앱은 홍콩과 마카오를 포함한 69개 국가 및 1개 주에서 사용할 수 있다. 유튜브는 2019년 8월 30일에 유튜브 키즈의 웹 기반 버전을 출시했다.

### 유튜브 뮤직

유튜브 뮤직 로고

2016년 9월 28일, 유튜브는 300 엔터테인먼트의 공동 창업자이자 전 워너 뮤직 그룹 임원인 라이어 코헨을 글로벌 음악 책임자로 임명했다.
2018년 초, 코헨은 스포티파이나 애플 뮤직과 같은 다른 서비스와 경쟁할 유튜브의 새로운 구독 음악 스트리밍 서비스 출시 가능성을 시사하기 시작했다. 2018년 5월 22일, 주로 유튜브에서 음악을 듣는 사람들을 위해 "유튜브 뮤직"이라는 음악 스트리밍 플랫폼이 출시되었다.

### 유튜브 무비 & TV
유튜브 무비 & TV는 주문형 비디오 (VOD) 서비스로, 구매 또는 대여할 수 있는 영화 및 TV 프로그램을 제공하며, 광고 삽입형으로 무료 스트리밍이 가능한 일부 영화(전체적으로 100~500개 타이틀)도 제공한다. 유튜브는 2018년 11월부터 사용자에게 무료 시청 가능한 영화 타이틀을 제공하기 시작했으며, 매달 새로운 영화가 추가되거나 제거되지만, 이는 공지 없이 이루어진다.
2021년 3월, 구글은 구글 플레이 무비 & TV 앱을 점진적으로 중단하고, 모든 사용자를 유튜브 앱의 영화 & TV 스토어로 전환하여 영화 및 TV 프로그램을 시청, 대여 및 구매할 수 있도록 할 계획을 발표했다(이는 7월 15일부터 로쿠, 삼성, LG, 비지오 스마트 TV 사용자에게 먼저 영향을 미쳤다). 구글 플레이 무비 & TV는 2024년 1월 17일에 공식적으로 폐쇄되었으며, 해당 플랫폼의 웹 버전은 데스크톱 사용자를 위한 영화 & TV 스토어 확장으로 유튜브로 이전되었다. (구글 플레이 무비 & TV의 다른 기능은 구글 TV 서비스에 통합되었다.)

#### 유튜브 프라임타임 채널
2022년 11월 1일, 유튜브는 Primetime Channels를 출시했는데, 이는 유튜브 웹사이트 및 앱을 통해 개별적으로 판매되는 제3자 구독 스트리밍 부가 기능을 제공하는 채널 스토어 플랫폼으로, 애플, 프라임 비디오, 로쿠 채널이 운영하는 유사한 구독 부가 기능 스토어와 경쟁한다. 이 부가 기능은 유튜브 무비 & TV 허브 또는 사용 가능한 서비스의 공식 유튜브 채널을 통해 구매할 수 있다. Primetime Channels를 통해 판매되는 유튜브 TV 부가 기능 구독자는 유튜브 앱 및 웹사이트를 통해 콘텐츠에 접근할 수 있다. 총 34개의 스트리밍 서비스(파라마운트+, 쇼타임, 스타즈, MGM+, AMC+ 및 ViX+ 포함)가 초기 구매 가능했다.
2023년 8월 16일, NFL 선데이 티켓은 2022년 12월 구글과 체결한 광범위한 주거용 배포 계약의 일환으로 유튜브 TV 구독자에게도 제공되었으며, Primetime Channels에 독립형 부가 기능으로 추가되었다. 맥스의 광고 없는 등급은 2023년 12월 12일에 Primetime Channels에 추가되었는데, 이는 유튜브 TV가 HBO(기본 요금제 구독자용)와 HBO Max(모든 구독자용)의 선형/VOD 부가 기능을 단일 결합 Max 서비스로 전환하는 것과 동시에 이루어졌다.

### 유튜브 TV

유튜브 TV 로고

2017년 2월 28일, 유튜브는 유튜브 스페이스 로스앤젤레스에서 열린 언론 발표회에서 유튜브 TV를 발표했다. 유튜브 TV는 미국 고객에게 월 65달러에 제공되는 OTT MVPD 스타일의 구독 서비스이다. 2017년 4월 5일 5대 주요 시장(뉴욕, 로스앤젤레스, 시카고, 필라델피아 및 샌프란시스코)에서 처음 출시되었으며, 5대 주요 방송 네트워크(ABC, CBS, The CW, Fox 및 NBC)의 프로그래밍 라이브 스트림과 특정 시장의 일부 독립 방송국 및 MyNetworkTV 계열사를 포함하여 월트 디즈니 컴퍼니, 파라마운트 글로벌, 폭스 코퍼레이션, NBC유니버설, Allen Media Group 및 워너 브라더스 디스커버리와 같은 회사 소유의 약 60개 케이블 채널(예: 브라보, USA, Syfy, 디즈니 채널, CNN, 카툰 네트워크, E!, 폭스 스포츠 1, 프리폼, FX, ESPN 등)을 제공한다.
구독자는 또한 프리미엄 케이블 채널(HBO (서비스에 대한 인앱 및 로그인 접근을 포함하는 결합된 맥스 부가 기능을 통해), 시네맥스, 쇼타임, 스타즈 및 MGM+) 및 기타 구독 서비스(NFL 선데이 티켓, MLB.tv, NBA 리그 패스, Curiosity Stream 및 폭스 네이션)를 추가 요금으로 선택적 부가 기능으로 받을 수 있으며, 유튜브 프리미엄 오리지널 콘텐츠에 접근할 수 있다. 2022년 9월, 유튜브 TV는 고객이 기존 기본 패키지 구독 없이도 대부분의 프리미엄 부가 기능(NBA 리그 패스 및 AMC+와 같은 특정 서비스 제외)을 구매할 수 있도록 허용하기 시작했다.

### 유튜브 고

유튜브 고 로고

2016년 9월, 유튜브 고가 발표되었다. 이 앱은 안드로이드 앱으로, 신흥 시장의 모바일 기기에서 유튜브에 더 쉽게 접근할 수 있도록 제작되었다. 이 앱은 회사의 주요 안드로이드 앱과 구별되며 동영상을 다운로드하고 다른 사용자와 공유할 수 있었다. 또한 사용자에게 동영상을 미리 보고, 블루투스를 통해 다운로드된 동영상을 공유하고, 모바일 데이터 제어 및 동영상 해상도에 대한 더 많은 옵션을 제공했다.
2017년 2월, 유튜브 고는 인도에서 출시되었고, 2017년 11월에는 나이지리아, 인도네시아, 태국, 말레이시아, 베트남, 필리핀, 케냐, 남아프리카 공화국 등 14개국으로 확장되었다. 2018년 2월 1일, 이 앱은 브라질, 멕시코, 튀르키예, 이라크를 포함한 전 세계 130개국에 출시되었다. 폐쇄되기 전까지 이 앱은 전 세계 인구의 약 60%가 사용할 수 있었다. 2022년 5월, 구글은 2022년 8월에 유튜브 고를 폐쇄할 것이라고 발표했다.

### 유튜브 쇼츠
2020년 9월, 유튜브는 틱톡과 유사한 15초 동영상 플랫폼인 유튜브 쇼츠의 베타 버전을 출시할 것이라고 발표했다. 이 플랫폼은 인도에서 처음 테스트되었지만 2021년 3월 현재 미국을 포함한 다른 국가로 확장되었으며, 동영상 길이는 이제 최대 1분까지 가능하다. 이 플랫폼은 독립형 앱이 아니라 주요 유튜브 앱에 통합되어 있다. 틱톡처럼 사용자에게 내장된 창작 도구를 제공하며, 동영상에 라이선스 음악을 추가할 수 있다. 이 플랫폼은 2021년 7월에 전 세계 베타 출시를 시작했다.

### 유튜브 스토리
2018년, 유튜브는 "유튜브 릴(YouTube Reels)"이라는 새로운 기능을 테스트하기 시작했다. 이 기능은 인스타그램 스토리 및 스냅챗 스토리와 거의 동일했다. 유튜브는 나중에 이 기능을 "유튜브 스토리"로 이름을 변경했다. 이 기능은 구독자 수가 10,000명 이상인 크리에이터에게만 제공되었으며 유튜브 모바일 앱에서만 게시/볼 수 있었다. 2023년 5월 25일, 유튜브는 2023년 6월 26일에 이 기능을 종료할 것이라고 발표했다.

### 유튜브 VR
2016년 11월, 유튜브는 구글의 데이드림 모바일 VR 플랫폼(안드로이드)용 VR 기기 인터페이스가 있는 전용 버전인 유튜브 VR을 출시했다. 2018년 11월, 유튜브 VR은 오큘러스 고 헤드셋용 오큘러스 스토어에 출시되었다. 유튜브 VR은 이후 후속 퀘스트 기기와의 호환성을 위해 업데이트되었으며, 피코 4로도 포팅되었다.
유튜브 VR은 모든 유튜브 호스팅 동영상에 접근할 수 있지만, 특히 360° 및 180° 동영상(2D 및 스테레오스코픽 3D 모두)의 헤드셋 접근을 지원한다. 오큘러스 퀘스트부터 시작하여, 이 앱은 VR 헤드셋의 혼합 현실 패스스루 모드와의 호환성을 위해 업데이트되었다. 2024년 4월, 유튜브 VR은 메타 퀘스트 3에서 8K SDR 동영상을 지원하도록 업데이트되었다.

### Playables
2010년 유튜브는 뱀 게임을 비디오 플레이어 내부에 숨겨진 게임으로 추가했다. 2024년 5월, 유튜브는 플랫폼에서 무료로 플레이할 수 있는 약 75개의 게임 세트인 Playables를 도입했다.

## 비판 및 논란

### 검열 및 차단
유튜브는 다양한 이유로 검열, 필터링 또는 차단되었다:
- 사회적 또는 정치적 불안을 야기할 수 있는 콘텐츠에 대한 대중의 접근 및 노출 제한.
- 통치자(예: 조선민주주의인민공화국), 정부(예: 중국), 또는 그 행위(예: 모로코), 정부 관리(예: 튀르키예 및 리비아), 또는 종교(예: 파키스탄)에 대한 비판 방지.
- 도덕 기반 법률, 예: 이란.

특정 동영상에 대한 접근은 때때로 저작권 및 지적 재산권 보호법(예: 독일) 위반, 혐오 발언 위반, 청소년에게 부적절하다고 판단되는 동영상 접근 방지 등의 이유로 방지되며, 이는 유튜브 키즈 앱과 "제한 모드"를 통해 유튜브에서도 이루어진다. 기업, 학교, 정부 기관 및 기타 민간 기관은 대역폭 제한 및 사이트의 산만함 가능성 때문에 유튜브를 포함한 소셜 미디어 사이트를 자주 차단한다.
2018년년 기준 기준으로 유튜브에 대한 공개 접근은 중국, 북한, 이란, 투르크메니스탄, 우즈베키스탄, 타지키스탄, 에리트레아, 수단 및 남수단을 포함한 여러 국가에서 차단되어 있다. 일부 국가에서는 불안 기간, 선거를 앞둔 기간 또는 다가오는 정치적 기념일에 반응하여 유튜브가 더 제한된 기간 동안 차단된다. 특정 동영상으로 인해 사이트 전체가 차단되는 경우, 유튜브는 서비스 복원을 위해 해당 동영상을 삭제하거나 접근을 제한하는 데 동의하는 경우가 많다.
2019년 10월부터 중국공산당(공산비적 또는 우마오당, 즉 국가 지원 댓글 부대를 지칭)을 모욕하는 한자 댓글이 15초 이내에 자동으로 삭제되고 있다는 보고가 나왔다.
유튜브가 차단된 특정 사건은 다음과 같다.
- 태국은 2007년 4월, 태국 국왕을 모욕하는 것으로 알려진 동영상으로 인해 접속을 차단했다.[230]
- 모로코는 2007년 5월, 서사하라에 대한 모로코의 점령을 비판하는 동영상으로 인해 접속을 차단했을 가능성이 있다.[231] 유튜브는 2007년 5월 30일 마록 텔레콤이 웹사이트 접속 거부가 단순한 "기술적 결함"이었다고 비공식적으로 발표한 후 다시 접속 가능해졌다.[232]
- 튀르키예는 2008년부터 2010년까지 무스타파 케말 아타튀르크를 모욕하는 것으로 간주되는 동영상에 대한 논란 이후 접속을 차단했다.[233][234][235] 2010년 11월, 튀르키예 정치인 데니즈 바이칼의 동영상으로 인해 사이트가 다시 잠시 차단되었고, 동영상을 제거하지 않으면 새로운 폐쇄 위협을 받았다.[236] 유튜브의 2년 반 동안의 차단 기간 동안 동영상 공유 웹사이트는 튀르키예에서 8번째로 많이 접속하는 사이트로 남아 있었다.[237][238] 2014년, 튀르키예는 "고위 정보 유출" 이후 두 번째로 접속을 차단했다.[239][240][241]
- 파키스탄은 2008년 2월 23일, 이슬람 신앙에 대한 "모욕적인 자료"와 무함마드에 대한 덴마크 만평 게재를 이유로 접속을 차단했다.[242] 이로 인해 파키스탄의 차단이 실수로 다른 국가로 전이되어 약 2시간 동안 전 세계적으로 유튜브 사이트가 거의 마비되는 사태가 발생했다. 2008년 2월 26일, 정부의 요청에 따라 웹사이트가 문제가 되는 콘텐츠를 서버에서 제거한 후 차단이 해제되었다.[243][244] 많은 파키스탄인들은 가상사설망 소프트웨어를 사용하여 3일간의 차단을 우회했다.[245] 2010년 5월, 에브리바디 드로우 무함마드 데이 이후 파키스탄은 "점점 더 신성모독적인 콘텐츠"를 이유로 유튜브 접속을 다시 차단했다.[246] 2010년 5월 27일, 정부의 요청에 따라 웹사이트가 문제가 되는 콘텐츠를 서버에서 제거한 후 차단이 해제되었다. 그러나 유튜브에 게시된 무슬림에게 불쾌하다고 판단되는 개별 동영상은 계속 차단될 것이다.[247][248] 파키스탄은 2012년 9월, 이 사이트가 영화 이노센스 오브 무슬림을 삭제하는 것을 거부한 후 유튜브에 다시 차단 조치를 취했다. 이 차단은 유튜브가 파키스탄 전용 버전을 출시한 후 2016년 1월에 해제되었다.[249]
- 리비아는 2010년 1월 24일, 1996년 아부 살림 교도소에서 살해된 수감자들의 가족이 벵가지 시에서 시위하는 모습을 담은 동영상과 리비아 지도자 무아마르 알 카다피 가족의 파티 동영상 때문에 접속을 차단했다. 이 차단은 휴먼 라이츠 워치에 의해 비판받았다.[250] 2011년 11월, 2011년 리비아 내전 이후 리비아에서 유튜브가 다시 허용되었다.[251]
- 아프가니스탄, 방글라데시, 파키스탄, 수단은 2012년 9월, 사이트에 게시된 영화 이노센스 오브 무슬림의 14분짜리 예고편에 대한 논란 이후 접속을 차단했다.[252][253][254][255][256] 러시아 남부 체첸 법원은 이노센스 오브 무슬림을 금지해야 한다고 판결했다.[257] 리비아와 이집트에서는 폭력 시위의 원인으로 지목되었다. 유튜브는 다음과 같이 밝혔다. "이 동영상은 웹에서 널리 볼 수 있으며 분명히 저희 가이드라인 내에 있으므로 유튜브에 유지될 것입니다. 그러나 리비아와 이집트의 매우 어려운 상황을 고려하여 두 국가에서 일시적으로 접속을 제한했습니다."[258][259]
- 2022년 2월 러시아의 우크라이나 침공 이후, 유튜브는 3월 1일 유럽에서 RT(및 기타 러시아 정부 지원 매체) 채널을 즉시 삭제한다고 발표했다. 이 삭제는 곧 전 세계적으로 확대되었다.[260] 2024년 말부터 러시아 전역에서 유튜브 로딩 속도가 급격히 감소하기 시작했다.[261]
- TV 쇼 인디아스 갓 레이턴트에 대한 논란이 많은 논평 이후, 의회의 제로 아워에서 유튜브의 콘텐츠 규제, 특히 어린이에게 유해한 영향을 미칠 수 있는 콘텐츠에 대한 우려가 제기되었다.[262]

## 사회적 영향
개인 및 대형 프로덕션 기업은 유튜브를 사용하여 시청자를 늘렸다. 인디 크리에이터들은 매우 적은 비용이나 노력으로 수천 명의 풀뿌리 팬을 구축한 반면, 대규모 소매 및 라디오 프로모션은 문제가 있었다. 동시에, 올드 미디어 유명인사들은 유튜브 경영진의 초대를 받아 웹사이트로 옮겨왔는데, 이들은 초기 콘텐츠 제작자들이 상당한 팔로워를 확보하고 텔레비전으로 달성할 수 있는 것보다 잠재적으로 더 큰 시청자 규모를 인식했기 때문이었다. 유튜브의 수익 공유 "파트너 프로그램"은 영상 제작자로서 상당한 수입을 올릴 수 있게 해주었지만(상위 500개 파트너 각각 연간 10만 달러 이상 수익) (상위 10개 채널은 250만 달러에서 1200만 달러의 총수입 기록) 2012년 CMU 비즈니스 편집자는 유튜브를 "음악 레이블을 위한 무료 ... 홍보 플랫폼"이라고 특징지었다. 2013년 포브스' 캐서린 새이어는 디지털 시대 아티스트의 작업은 높은 품질일 뿐만 아니라 유튜브 플랫폼과 소셜 미디어에서 반응을 이끌어내야 한다고 주장했다. 그 해 유튜브와 Vevo에서 "메가", "메인스트림", "중형"으로 분류된 아티스트 중 2.5%의 동영상이 관련 조회수의 90.3%를 기록했다. 2013년 초, 빌보드는 유튜브 스트리밍 데이터를 빌보드 핫 100 및 관련 장르 차트 계산에 반영할 것이라고 발표했다.

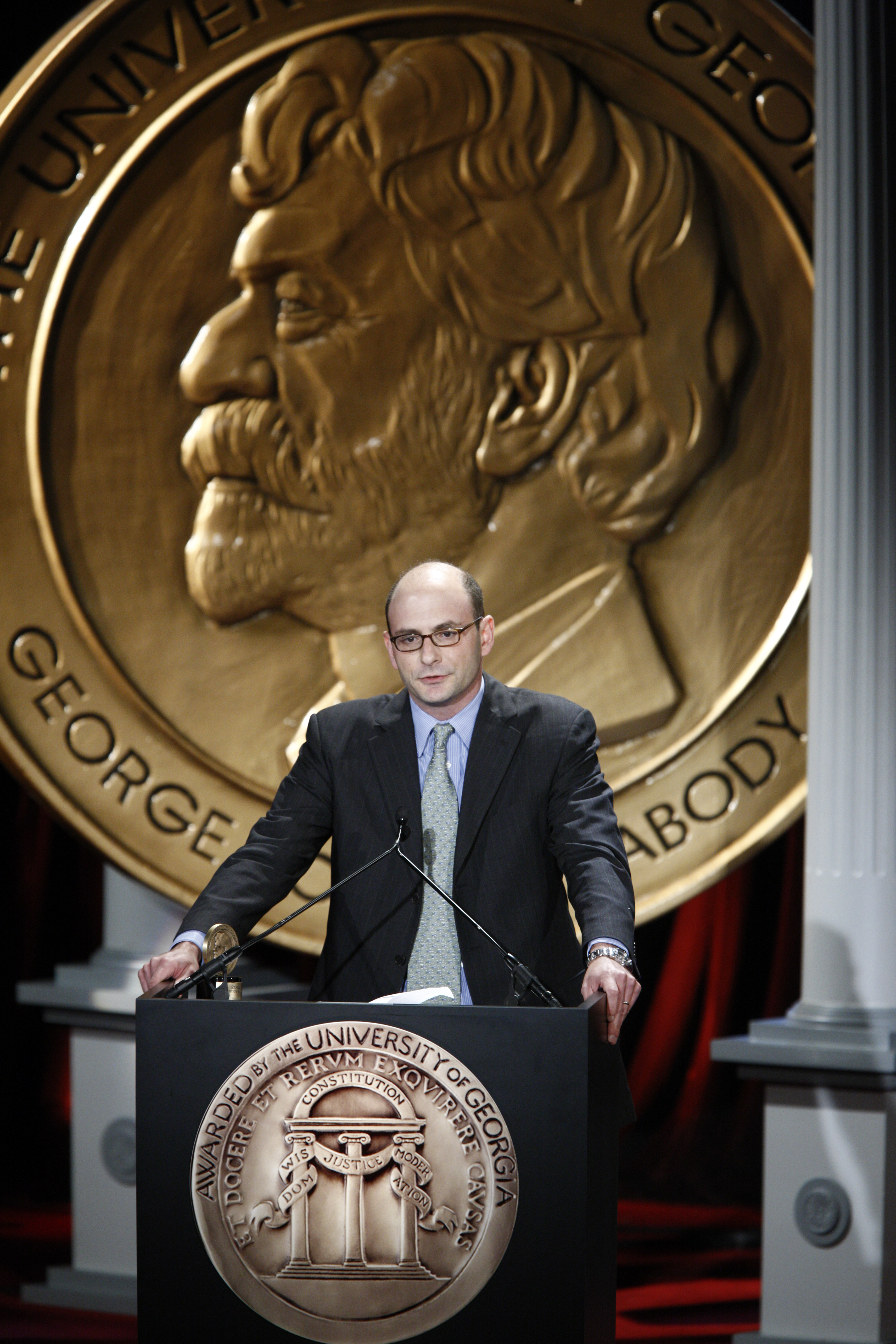
조던 호프너, 유튜브로 제68회 피버디상 수상

온라인 동영상이 전달하는 대면 커뮤니케이션 유형이 "수백만 년의 진화를 통해 미세 조정되었다"는 점을 지적하며, TED 큐레이터 크리스 앤더슨은 여러 유튜브 기여자들을 언급하며 "구텐베르크가 글쓰기에 한 일을, 이제 온라인 동영상이 대면 커뮤니케이션에 할 수 있다"고 주장했다. 앤더슨은 온라인 동영상이 과학 발전을 극적으로 가속화할 것이라고 말하는 것이 과장된 것이 아니며, 동영상 기여자들은 "인류 역사상 가장 큰 학습 주기를 시작"할 수도 있다고 주장했다. 예를 들어 교육 분야에서는 칸 아카데미가 설립자 살만 칸의 사촌을 위한 유튜브 동영상 튜터링 세션에서 시작하여 포브스' 마이클 노어가 "세계에서 가장 큰 학교"라고 부르는 곳으로 성장했으며, 기술은 사람들이 배우는 방식을 뒤흔들 준비가 되어 있다. 유튜브는 2008년 피버디상을 수상했으며, 웹사이트는 "민주주의를 구현하고 촉진하는" 스피커스 코너로 묘사되었다. 워싱턴 포스트는 유튜브에서 가장 많은 구독자를 보유한 채널 중 상당수가 소수자를 특징으로 하며, 주류 텔레비전에서 주연이 주로 백인인 것과는 대조적이라고 보도했다. 퓨 연구센터 연구는 시민 목격자와 기존 뉴스 기관이 콘텐츠 제작에 참여하는 "시각 저널리즘"의 발전을 보고했다. 이 연구는 또한 유튜브가 사람들이 뉴스를 얻는 중요한 플랫폼이 되고 있다고 결론 내렸다.
유튜브는 사람들이 정부와 더 직접적으로 소통할 수 있도록 해주었다. 예를 들어 CNN/유튜브 대통령 토론(2007년)에서는 일반 대중이 유튜브 동영상을 통해 미국 대통령 후보에게 질문을 제출했고, techPresident 공동 창업자는 인터넷 동영상이 정치 환경을 바꾸고 있다고 말했다. 아랍의 봄(2010년~2012년)을 묘사하면서 사회학자 필립 N. 하워드는 정치적 불안을 조직하는 것이 "시위를 계획하기 위해 페이스북을 사용하고, 조정을 위해 트위터를 사용하고, 세상에 알리기 위해 유튜브를 사용했다"는 활동가의 간결한 설명을 인용했다. 2012년, 미국 상원 의원 중 3분의 1 이상이 "코니 2012" 동영상이 유튜브에 게시된 지 16일 만에 조지프 코니를 비난하는 결의안을 제출했으며, 결의안 공동 발의자인 린지 그레이엄 상원의원은 이 동영상이 "(코니의) 몰락을 이끄는 데 다른 모든 행동을 합친 것보다 더 많은 일을 할 것"이라고 말했다.

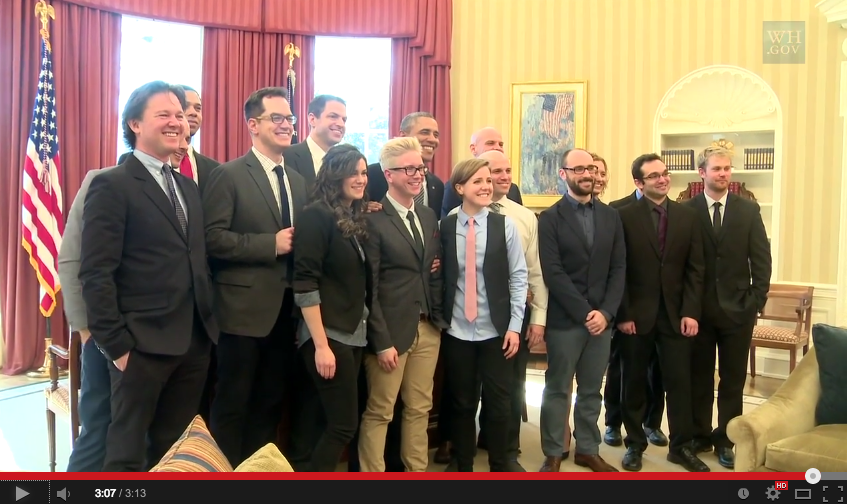
백악관에서 미국의 오바마 대통령과 저명한 유튜브 콘텐츠 제작자들이 만나 정부가 "유튜브 세대"와 더 잘 소통할 수 있는 방안에 대해 논의했다.

반대로 유튜브는 정부가 시민들과 더 쉽게 소통할 수 있도록 해주었다. 백악관의 공식 유튜브 채널은 2012년 유튜브에서 7번째로 인기 있는 뉴스 기관 제작자였고, 2013년에는 건강보험 거래소가 버락 오바마의 모방자 이만 크로슨의 유튜브 뮤직 비디오 패러디를 의뢰하여 젊은 미국인들이 오바마케어 준수 건강보험에 가입하도록 장려했다. 2014년 2월, 미국 오바마 대통령은 백악관에서 주요 유튜브 콘텐츠 제작자들과 만나 오바마케어에 대한 인식을 높이는 것뿐만 아니라 전반적으로 정부가 "유튜브 세대"와 더 잘 소통할 수 있는 방법을 개발하기 위해 회의를 가졌다. 유튜브의 본질적인 능력이 대통령이 일반 시민들과 직접 소통할 수 있게 한다는 점이 지적되었지만, 유튜브 콘텐츠 제작자들의 뉴 미디어 지식은 웹사이트의 산만한 콘텐츠와 변덕스러운 시청자들에 더 잘 대처하는 데 필요하다고 인식되었다.
일부 유튜브 동영상은 이노센스 오브 무슬림(2012년)과 같이 세계적인 사건에 직접적인 영향을 미쳤는데, 이는 국제적으로 항의와 관련 반미 폭력을 촉발시켰다. TED 큐레이터 크리스 앤더슨은 특정 분야의 지리적으로 분산된 개인들이 유튜브 동영상으로 독립적으로 개발한 기술을 공유하여 다른 사람들의 기술 향상을 촉진하고 해당 분야의 발명과 진화를 촉진하는 현상을 설명했다. 언론인 버지니아 헤퍼넌은 뉴욕 타임즈에서 이러한 동영상들이 문화 확산과 심지어 클래식 음악의 미래에 대해 "놀라운 의미"를 가진다고 말했다.
뉴욕 타임스 매거진의 2017년 기사는 유튜브가 새로운 토크 라디오가 되었고 극우를 위한 플랫폼이 되었다고 주장했다. 유튜브가 "주변 콘텐츠 및 사용자에게 해를 끼칠 수 있는 잘못된 정보를 제공하는 콘텐츠에 대한 추천을 줄이는" "점진적인 변화"를 시작한다고 2019년 1월에 발표하기 거의 1년 전, 제이넵 투펙치는 뉴욕 타임스에 "(유튜브는) 10억 명의 사용자를 고려할 때 21세기 가장 강력한 급진화 도구 중 하나일 수 있다"고 썼다. 유튜브의 추천 엔진 변경에 따라 가장 많이 추천되는 채널은 음모론자 앨릭스 존스(2016년)에서 폭스 뉴스(2019년)로 바뀌었다. 2020년 연구에 따르면 유튜브에서 극우 동영상 시청률은 2017년에 정점을 찍었으며, "점점 더 많은 언론 증거"는 유튜브가 추천 엔진을 통해 젊은 남성을 급진화하고 있다고 시사했지만, 그러한 증거는 "선정주의에 대한 편향으로 가득하다"고 밝혔다. 또한 2020년까지 대안우파 및 극단주의 동영상보다 더 "주류와 인접한 보수주의 제작자"가 증가한 것으로 나타났다. 2022년 연구에서는 "유튜브 알고리즘이 사람들을 극단주의 동영상로 이끄는 '블랙홀'로 보낸다는 광범위한 우려에도 불구하고, 이러한 추측을 뒷받침할 체계적인 증거는 거의 없다"는 사실을 발견했으며, 이러한 노출은 "성별 및 인종적 분노 수준이 높은 소수의 사람들에게 집중되어 있었다"고 밝혔다. 전략대화연구소의 2024년 연구는 유튜브가 기독교 동영상과 폭스 뉴스 및 남성 라이프스타일 인플루언서의 우편향적이고 문화적으로 보수적인 "문화전쟁" 동영상을 그러한 주제에 관심이 없는 계정에 자주 추천한다는 패턴을 발견했다.
더 리전 오브 엑스트라오디너리 댄서스와 유튜브 심포니 오케스트라는 개인 동영상 공연을 바탕으로 단원들을 선발했다. 또한, 사이버 협력 자선 동영상 "We Are the World 25 for Haiti (YouTube 에디션)"은 57명의 전 세계 가수가 참여한 공연을 하나의 음악 작품으로 혼합하여 제작되었다. 도쿄 타임즈는 "We Pray for You" 유튜브 사이버 협력 동영상을 자선 목적으로 크라우드소싱을 사용하는 트렌드의 예시로 언급했다.
왕따 방지 캠페인인 잇 겟츠 베터 프로젝트는 낙담하거나 자살 충동을 느끼는 성소수자 청소년에게 보내는 단일 유튜브 동영상에서 시작되어, 두 달 만에 버락 오바마 미국 대통령, 조 바이든 부통령, 백악관 직원, 여러 장관을 포함한 수백 명의 동영상 응답을 이끌어냈다. 마찬가지로, 15세의 아만다 토드의 동영상 "나의 이야기: 고통, 괴롭힘, 자살, 자해"에 대한 반응으로, 그녀의 자살 직후 왕따의 유병률을 연구하고 국가적인 왕따 방지 전략을 수립하기 위한 입법 조치가 즉시 착수되었다. 2018년 5월, 런던 경시청이 드릴 음악 동영상이 폭력을 미화하여 갱 폭력을 유발한다고 주장한 후, 유튜브는 30개의 동영상을 삭제했다.

## 재정
구글은 2020년 이전까지 유튜브 운영 비용에 대한 상세 수치를 제공하지 않았으며, 2007년 유튜브의 수익은 규제 서류에서 "중요하지 않음"으로 언급되었다. 2008년 6월, 포브스 잡지 기사에서는 광고 판매의 진전을 언급하며 2008년 수익을 2억 달러로 예상했다. 2012년 유튜브의 광고 프로그램 수익은 37억 달러로 추정되었다. 2013년에는 거의 두 배가 되어 이마케터에 따르면 56억 달러에 이를 것으로 예상되었으며, 다른 곳에서는 47억 달러로 추정했다. 유튜브의 대부분의 영상은 무료로 시청할 수 있으며 광고 지원을 받는다. 2013년 5월, 유튜브는 월 0.99달러에서 6.99달러에 이르는 53개의 구독 채널 시범 프로그램을 도입했다. 이러한 움직임은 넷플릭스, 아마존 프라임, 훌루와 같은 다른 온라인 구독 서비스 제공업체와 경쟁하려는 시도로 여겨졌다.
구글은 2020년 2월, 알파벳의 2019년 재무 보고서의 일부로 유튜브의 정확한 수익 수치를 처음으로 공개했다. 구글에 따르면 유튜브는 2019년에 151억 달러의 광고 수익을 올렸는데, 이는 2017년 81억 달러, 2018년 111억 달러와 대비된다. 2019년 유튜브의 수익은 알파벳 총 수익의 거의 10%를 차지했다. 이 수익에는 유튜브 프리미엄과 유튜브 뮤직 구독자 2천만 명, 유튜브 TV 구독자 2백만 명을 합친 금액이 포함되었다.
유튜브는 2022년에 292억 달러의 광고 수익을 올렸는데, 이는 전년 대비 3억 9,800만 달러 증가한 수치이다. 2024년 2분기 광고 수익은 1분기보다 13% 증가한 86억 6천만 달러에 달했다.

### 기업과의 파트너십
유튜브는 2006년 6월 NBC와 마케팅 및 광고 파트너십을 체결했다. 2007년 3월에는 BBC와 뉴스 채널 1개, 엔터테인먼트 채널 2개로 구성된 3개 채널에 BBC 콘텐츠를 제공하는 계약을 맺었다. 2008년 11월, 유튜브는 MGM, 라이언스게이트 엔터테인먼트, CBS와 계약을 맺어 이들 회사가 미국 시청자를 위한 "쇼" 섹션에 광고와 함께 전체 길이의 영화 및 TV 에피소드를 게시할 수 있도록 허용했다. 이 움직임은 NBC, 폭스, 디즈니의 자료를 제공하는 훌루와 같은 웹사이트와 경쟁하기 위한 것이었다. 2009년 11월, 유튜브는 영국 시청자를 위한 "쇼" 버전을 출시하여 60개 이상의 파트너로부터 약 4,000개의 전체 길이 쇼를 제공했다. 2010년 1월, 유튜브는 영화 대여 서비스를 도입했으며, 이는 여러 국가에서 이용 가능하며, 여러 국가에서 TV 쇼를 구매할 수 있다. 이 서비스는 6,000편 이상의 영화를 제공한다.

#### 2017년 광고주 보이콧
2017년 3월, 영국 정부는 광고가 극단주의 콘텐츠가 포함된 영상에 표시되었다는 보고서가 나온 후 유튜브에서 광고 캠페인을 중단했다. 정부는 광고가 "안전하고 적절하게 전달될 것"이라는 확신을 요구했다. 가디언 신문 및 다른 주요 영국 및 미국 브랜드들도 광고가 불쾌한 콘텐츠 근처에 표시되는 것에 대응하여 유튜브 광고를 중단했다. 구글은 "광고 정책에 대한 광범위한 검토를 시작했으며, 브랜드가 광고가 표시되는 위치를 더 잘 제어할 수 있도록 변경 사항을 적용하겠다고 공개적으로 약속했다"고 밝혔다. 2017년 4월 초, h3h3Productions 유튜브 채널은 월스트리트 저널 기사가 치프 키프 뮤직 비디오에 조니 레벨 음악이 덧씌워진 불쾌한 비디오에 주요 브랜드 광고가 표시되는 스크린샷을 조작했다고 주장하는 증거를 제시했다. 해당 비디오는 업로드자에게 광고 수익이 발생하지 않았음을 인용했다. 이 비디오는 광고가 영상에 포함된 저작권 콘텐츠 사용으로 인해 발생한 것으로 밝혀진 후 철회되었다.
2017년 4월 6일, 유튜브는 "규칙을 준수하는 크리에이터에게만 수익이 발생하도록" 채널이 유튜브 파트너 프로그램에 가입하기 전에 정책 준수 검토를 거치고 최소 10,000회의 평생 조회수를 달성해야 한다고 발표했다.

### 유튜버 수익

2017년 상위 10개 유튜버 계정의 총 연간 수입과 가장 높은 수입을 올린 단일 계정의 수입

2007년 5월, 유튜브는 애드센스를 기반으로 하는 파트너 프로그램(YPP)을 시작했으며, 이를 통해 영상 업로드자는 사이트 광고를 통해 발생하는 수익을 공유할 수 있다. 유튜브는 일반적으로 파트너 프로그램 영상의 광고 수익 45%를 가져가고, 55%는 업로드자에게 돌아간다.
유튜브 파트너 프로그램에는 200만 명 이상의 회원이 있다. TubeMogul에 따르면 2013년 유튜브의 프리롤 광고(영상 시작 전에 표시되는 광고)는 광고주에게 1,000회 조회수당 평균 7.60달러의 비용이 들었다. 일반적으로 관심 있는 광고주의 부족으로 인해 프리롤 광고가 표시되는 적격 영상은 절반을 넘지 않는다.
유튜브의 정책은 폭력, 욕설, 성적인 내용, "뉴스 가치가 있거나 코믹하며 크리에이터의 의도가 정보 제공 또는 오락인 경우가 아닌 한, 전쟁, 정치적 갈등, 자연재해 및 비극과 관련된 주제를 포함한 논란의 여지가 있거나 민감한 주제 및 사건"과 같은 특정 콘텐츠 형식이 광고로 수익을 창출하는 영상에 포함되는 것을 제한한다. 또한 사용자 댓글에 "부적절한" 내용이 포함된 영상도 제한된다. 2013년 유튜브는 구독자 1,000명 이상인 채널이 시청자에게 유료 구독을 요구할 수 있는 옵션을 도입했다. 2017년 4월, 유튜브는 유료 구독 자격 요건으로 평생 조회수 10,000회를 설정했다. 2018년 1월 16일, 수익 창출 자격 요건은 지난 12개월 동안 4,000시간의 시청 시간과 1,000명의 구독자로 변경되었다. 이러한 움직임은 수익을 창출하는 영상이 논란을 일으키지 않도록 하기 위한 시도로 여겨졌지만, 소규모 유튜브 채널에 불이익을 준다는 비판을 받았다.
유튜브 플레이 버튼은 유튜브 크리에이터 어워즈의 일부로, 유튜브에서 가장 인기 있는 채널을 인정하는 것이다. 니켈 도금 구리-니켈 합금, 금 도금 황동, 은 도금 금속, 루비, 붉은색 수정 유리로 만든 이 트로피는 각각 10만, 100만, 1,000만, 5,000만, 1억 명의 구독자를 보유한 채널에 수여된다.
유튜브의 "광고주 친화적인 콘텐츠" 정책은 수익을 창출하는 영상에 포함될 수 있는 내용을 제한한다. 여기에는 심한 폭력, 욕설, 성적인 내용, 그리고 "뉴스 가치가 있거나 코믹하며 크리에이터의 의도가 정보 제공 또는 오락인 경우가 아닌 한, 전쟁, 정치적 갈등, 자연재해 및 비극과 관련된 주제를 포함한 논란의 여지가 있거나 민감한 주제 및 사건"이 포함된다. 2016년 9월, 이러한 위반 사항을 사용자에게 알리는 향상된 알림 시스템을 도입한 후, 유튜브의 정책은 필립 드프란코와 Vlogbrothers를 포함한 저명한 사용자들의 비판을 받았다. 드프란코는 그러한 영상에서 광고 수익을 얻을 수 없다는 것이 "다른 이름의 검열"이라고 주장했다. 유튜브 대변인은 정책 자체는 새로운 것이 아니지만, 서비스는 "크리에이터에게 더 나은 의사소통을 보장하기 위해 알림 및 이의 제기 절차를 개선했다"고 밝혔다. 보잉 보잉은 2019년에 LGBTQ 키워드가 수익 창출 중단으로 이어진다고 보도했다.
2020년 11월 기준 미국에서, 그리고 2021년 6월 전 세계적으로, 유튜브는 업로드자가 유튜브 파트너 프로그램 회원이 아니더라도 플랫폼의 모든 영상에 대해 수익을 창출할 권리를 보유한다. 이는 콘텐츠가 "광고주 친화적"으로 간주되는 채널에서 발생하며, 모든 수익은 업로드자에게 공유되지 않고 직접 구글로 간다.

### 저작권자에게 돌아가는 수익
유튜브의 광고 수익 대부분은 영상에 대한 권리를 가진 게시자 및 영상 제작자에게 돌아가며, 회사는 광고 수익의 45%를 보유한다. 2010년에는 광고가 있는 영상의 거의 3분의 1이 저작권자의 허가 없이 업로드된 것으로 보고되었다. 유튜브는 저작권자에게 영상을 찾아서 삭제하거나 수익을 위해 계속 실행할 수 있는 옵션을 제공한다. 2013년 5월, 닌텐도는 게임 스크린샷을 게시한 영상 제작자로부터 광고 수익을 주장하며 저작권 소유권을 주장하기 시작했다. 2015년 2월, 닌텐도는 닌텐도 크리에이터 프로그램을 통해 영상 제작자와 수익을 공유하기로 합의했다. 2019년 3월 20일, 닌텐도는 트위터를 통해 크리에이터 프로그램 종료를 발표했다. 프로그램 운영은 2019년 3월 20일 중단되었다.

## 같이 보기
- 목록
  - 동영상 공유 사이트 비교
  - 인터넷 밈 목록
  - 가장 싫어요를 많이 받은 유튜브 영상 목록
  - 가장 좋아요를 많이 받은 유튜브 영상 목록
  - 유튜브 최다 조회수 영상 목록
  - 구독자가 가장 많은 유튜브 채널 목록
  - 온라인 비디오 플랫폼 목록
  - 유튜버 목록
- 소송
  - 바이어컴 다국적 기업 대 유튜브 주식회사 소송
  - 가르시아 대 구글 주식회사
  - 울렛 대 바이어컴 다국적 기업 소송

- iFilm
- 구글 비디오
- 메타카프
- 레버
- vMix
- blip.tv
- 비디오시프트
- Invidious
- 대안언론
- 북튜브
- 브레드튜브
- CNN/유튜브 대통령 토론
- 유튜브 저작권 문제
- Reply girl
- 유튜브 어워즈
- 유튜브 크리에이터 어워즈
- 유튜브 인스턴트
- 유튜브 라이브
- 멀티 채널 네트워크
- 유튜브 뮤직 어워드
- YouTube Rewind
- 유튜브 극장
- 유튜브 풉

## 참고
1. ↑  맥스의 프라임타임 채널과 유튜브 TV 부가 기능은 모두 스트리밍 서비스의 전체 콘텐츠 라이브러리(및 독립형 맥스 앱 및 웹사이트에 대한 제공자 로그인 접근)에 대한 인앱 접근을 제공하며, HBO의 선형 채널(프라임타임 채널 버전에서는 기본 동부 해안 피드로 제한)과 맥스 독점 CNN 맥스 및 블리처 리포트 스트리밍 채널의 라이브 피드를 제공한다.

## 더 읽어보기
- Bergen, Mark (2022). 《Like, Comment, Subscribe: Inside YouTube's Chaotic Rise to World Dominance》. New York: Viking. ISBN 978-0-593-29634-9. OCLC 1289250597.
- Dickey, Megan Rose (2013년 2월 15일). “The 22 Key Turning Points in the History of YouTube”. 《비즈니스 인사이더》. 2017년 3월 25일에 확인함.
- Kelsey, Todd (2010). 《Social Networking Spaces: From Facebook to Twitter and Everything In Between》. Springer-Verlag. ISBN 978-1-4302-2596-6.
- Lacy, Sarah (2008). 《The Stories of Facebook, YouTube and MySpace: The People, the Hype and the Deals Behind the Giants of Web 2.0》. Richmond: Crimson. ISBN 978-1-85458-453-3.
- Munger, Kevin; Hindman, Matt; Yalcin, Omer; Phillips, Joseph; Bisbee, James (2025). "Pressing Play on Politics: Quantitative Description of YouTube". Journal of Quantitative Description: Digital Media. 5.
- Spangler, Todd (2025년 3월 6일). “YouTube at 20: How the Video Colossus Launched the Creator Economy and Turned From Hollywood Foe to Friend”. 《Variety》. 2025년 3월 7일에 원본 문서에서 보존된 문서. 2025년 3월 17일에 확인함.
- Walker, Rob (2012년 6월 28일). “On YouTube, Amateur Is the New Pro”. 《뉴욕 타임스》. 2017년 3월 26일에 확인함.